# Cesare Marchetti
Cesare Marchetti (* 12. Mai 1927 in Lucca; † 16. April 2023 in der Toskana) war ein italienischer Physiker und Systemanalyst. Er wurde besonders durch seine Arbeiten auf dem Gebiet der Energietechnik und damit zusammenhängenden systemtheoretischen Analysen bekannt und ist Namensgeber der Marchetti-Konstante sowie der Marchetti-Kurve.

## Werdegang
Marchetti erlangte das Diplom in Physik im Jahr 1949 an der Universität Pisa. Zwischen 1950 und 1955 erforschte er am Mailänder CISE-Institut die Produktion Schweren Wassers, um dann zum Battelle-Institut in Genua zu wechseln, wo er sich mit Schmiermitteln beschäftigte. 1958 wurde er Leiter der Division für Physikalische Chemie im Unternehmen Agip Nucleare, ab 1959 arbeitete er in leitender Funktion der Zweigstellen Ispra (Italien) und Petten (Niederlande) der Gemeinsamen Forschungsstelle der Europäischen Kommission. Ab 1974 war er als Systemanalyst Mitarbeiter des IIASA-Instituts im österreichischen Laxenburg.
Er starb am 16. April 2023 im Alter von 95 Jahren.

## Werk
Cesare Marchetti publizierte zahlreiche Fachartikel zu Themen der Systemanalyse, der Nuklearphysik und der Energiewirtschaft allgemein. Neben den genannten Themen befasste er sich auch mit einer zukünftigen Wasserstoffwirtschaft.

### 1012
Einem breiteren Publikum wurde Marchetti im Jahr 1979 mit seinem Artikel 1012 - A Check on Earth Carrying Capacity for Man bekannt, in dem er mit einem weitreichenden theoretischen Konzept versuchte, die Studie Die Grenzen des Wachstums des Club of Rome zu widerlegen. Die Zahl (eine Billion) bezieht sich auf die von Marchetti angenommene Tragfähigkeit der Erde; diese überschreitet die von fast allen anderen Autoren angegebenen Werte bei weitem. Sie soll durch die Anlage von sich selbst versorgenden Gartenstädten erreicht werden, wobei die Nahrungsmittelproduktion durch Indoor-Landwirtschaft (vergleichbar mit Vertical farming) und die Nutzung von Mikroorganismen, die beliebiges organisches Substrat in Lebensmittel umwandeln können, gesichert werden sollte. Zur Sicherung der Energieproduktion setzte Marchetti vor allem auf die Kernenergie sowie auf Solarenergie. Durch Recycling solle erreicht werden, dass die Städte als geschlossene Systeme außer Hitzeentwicklung keine weiteren Auswirkungen auf die Natur haben sollten; weiterhin soll es nach seiner Vision möglich sein, 90 % der Erdoberfläche im natürlichen Zustand zu erhalten.

### Marchetti-Konstante
Ein 1994 entwickeltes Konzept, das später als Marchetti-Konstante bezeichnet wurde, beschreibt den Umstand, dass mindestens seit dem Neolithikum die Zeit, die ein Mensch jeden Tag mit Mobilität verbringt, auch sein „Reisezeitbudget“, kulturell unabhängig von Ort und Gegend ungefähr gleich geblieben und gleich ist und etwa eineinhalb Stunden beträgt. Die Konstante wird unter anderem von Peter Newman in seinen Arbeiten zur nachhaltigen Stadtplanung verwendet.

### Innovationswellen und Marchetti-Kurve
Zwischen 1978 und 1986 erarbeitete Marchetti nach einer Analyse des Marktanteils der Energieträger Holz, Kohle, Erdöl, Erdgas und Uran im 19. und 20. Jahrhundert die These, die Zyklen der Nutzung von Energiequellen ließen sich berechnen und in Kurven angeben, die den aus der Biologie stammenden Lotka-Volterra-Regeln folgten. Diese Nutzungszyklen dauerten etwa 52 Jahre (vgl. Fifty Year Pulsations in Human Affairs, 1986) und seien an ein Bündel von Basisinnovationen gekoppelt, die Marchetti Innovationswellen nannte. Diese Zyklen und Kurven werden als Marchetti-Kurven bezeichnet.